# Південно-східний регіон Болгарії
Південно-східний регіон Болгарії (болг. Юго-Източен регион) — один з шести регіонів Болгарії. Розташований на південному сході країни. 
Центр — місто Бургас.
| Болгарія | Це незавершена стаття з географії Болгарії. Ви можете допомогти проєкту, виправивши або дописавши її. |